# Przygoda w Copper Beeches
Przygoda w Copper Beeches (ang. The Adventure of the Copper Beeches) – jedno z 56 krótkich opowiadań o Sherlocku Holmesie autorstwa sir Arthura Conana Doyle’a. Jest ostatnim z dwunastu ze zbioru Przygody Sherlocka Holmesa. Po raz pierwszy zostało opublikowane w „The Strand Magazine” w czerwcu 1892 z rysunkami Sidneya Pageta. 
Inne tytuły polskich przekładów to: Buczyna, Buki purpurowe, Dworek w Hampshire i Przedsiębiorcza Guwernantka.

## Fabuła
Panna Violet Hunter odwiedza Holmesa z zapytaniem, czy powinna zaakceptować propozycję pracy guwernantki, opartą na dość dziwnych warunkach. Kuszącym aspektem jest suma wypłaty, początkowo oferowane jest jej 100 funtów rocznie, by potem wzrosnąć do 120, gdy panna Hunter odmawia obcięcia swoich długich włosów (jej poprzednia pensja wynosiła 48 funtów rocznie). Jest to jedno z wielu osobliwych wymagań, które musi zaakceptować. Pracodawca, Jephro Rucastle, wydaje się być uprzejmym człowiekiem, jednakże panna Hunter nie jest pozbawiona podejrzeń wobec jego osoby.
Postanawia jednak przyjąć pracę, o czym zawiadamia Holmesa. Holmes odpowiada, iż jeśli będzie potrzebny, wystarczy, że Violet przyśle mu telegram z Hampshire, gdzie mieści się gospodarstwo pana Rucastle, Copper Beeches.
Po dwóch tygodniach Holmes otrzymuje wiadomość, w której panna Hunter błaga go o przyjazd do Winchester. Opowiada jemu oraz Watsonowi jedną z najbardziej niezwykłych historii, jakie słyszeli. Pan Rucastle co jakiś czas żądał, aby Violet nosiła jaskrawoniebieską sukienkę i by, czytając książkę, siadała w niej w salonie tyłem do frontowych okien. Zaczęła przypuszczać, że nie chciano, by zobaczyła coś znajdującego się za oknem, więc pewnego razu ukryła pod chusteczką małe lusterko. Kiedy ukradkiem w nie spojrzała, dostrzegła w nim mężczyznę stojącego na ulicy i spoglądającego w stronę domu.
Innym razem, pan Rucastle opowiadał jej aż do znudzenia zabawne anegdoty, przy czym sam w ogóle się nie śmiał ani nawet nie uśmiechał.
Poza tym, w gospodarstwie wydarzyło się także kilka innych podejrzanych rzeczy. Sześciolatek, którym miała się zajmować jako guwernantka był dzieckiem niezwykle okrutnym dla zwierząt. Służący, pan i pani Toller byli bardzo nieprzyjemną parą. Na terenie posiadłości trzymany był wielki mastiff, który był ciągle niedokarmiony, a także wypuszczany na noc, by mógł biegać po polu. Panna Hunter została ostrzeżona, by po zmroku nie wychodziła na zewnątrz. Natomiast pan Toller, który był bardzo często pijany, był jedyną osobą, która umiała zapanować nad psem.
Pewnego też razu panna Hunter dokonała dziwnego odkrycia na dnie zamkniętej szuflady. Okazał się nim pukiel jej obciętych włosów, jednak po sprawdzeniu swojego bagażu okazało się, że są to włosy innej kobiety, lecz identyczne z włosami Violet, włącznie z ich nietuzinkową barwą.
Jednak najbardziej niepokojącą sprawą związaną z gospodarstwem było tajemnicze skrzydło budynku. Panna Hunter zauważyła, że jest jedna część domu, która zdaje się być nieużywana. Okna były albo brudne, albo zatrzaśnięte, a raz zobaczyła jak pan Rucastle wychodzi z drzwi prowadzących do skrzydła będąc wyraźnie wzburzonym. Później wyjaśnił, że używa tamtejszych pokoi jako ciemni, gdzie wywołuje zdjęcia, lecz panna Hunter nie była przekonana.
Pan Toller, kiedy się upije, zostawia klucze do owego skrzydła. Panna Hunter postanawia z tego skorzystać i zakrada się tam. Skrzydło okazuje się mrocznym i nieco przerażającym miejscem, a gdy dostrzega ona cień poruszający się za zamkniętymi drzwiami, ucieka w panice i wybiega wprost w ramiona pana Rucastle. Ten nie karze jej, lecz stara się ją uspokoić i pocieszyć. Robi to jednak ze zbytnią afektacją, co wzbudza podejrzenia w kobiecie, przez co decyduje się odpowiedzieć, że nic tam nie zobaczyła. Wzbudza to natychmiastową wściekłość pana Rucastle.
Dzięki interwencji Holmesa dowiadujemy się, że ktoś jest więziony w zamkniętym skrzydle. Wyjaśnia się także powód zatrudnienia panny Hunter: jej obecność miała przekonać mężczyznę zza okna, iż córka państwa Rucastle, Alicja (o której istnieniu Violet nie miała pojęcia), nie jest już dłużej nim zainteresowana.

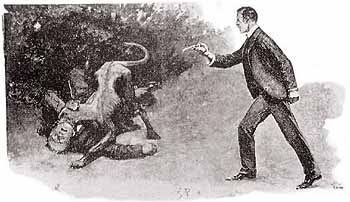
Watson ratuje Rucastle’a przed jego mastiffem (ilustracja z „The Strand Magazine”)

Holmes, Watson i panna Hunter odkrywają, że pokój panny Rucastle jest pusty; gospodarz przybywa i jest przekonany, że ta trójka pomogła uciec dziewczynie, po czym biegnie, by wypuścić psa przeciwko intruzom. Niestety dla pana Rucastle, pies chodził głodny od dłuższego czasu, przez co atakuje go. Watson strzela z rewolweru i rani śmiertelnie psa. Później pani Toller potwierdza teorię Holmesa na temat córki Rucastle’ów i ujawnia, że kiedy Alice osiągnęła wiek pozwalający jej na otrzymywanie rocznej renty zgodnie z wolą jej zmarłej matki, pan Rucastle próbował zmusić ją do przepisania spadku na niego. Spowodowało to tylko, iż zapadła na zapalenie mózgu; odtąd też zostały jej obcięte włosy. Rucastle trzymał ją przez to z dala od jej narzeczonego, zamykając ją w pokoju oraz zatrudnił pannę Hunter, by nieświadomie ją udawała.
Córka Rucastle’a ucieka wraz z narzeczonym i wkrótce się pobierają. Rucastle przeżył wypadek, lecz został inwalidą pod wyłączną opieką swojej drugiej żony. Violet Hunter została przełożoną szkoły dla dziewcząt, gdzie, według Watsona, odniosła znaczny sukces.
Na podstawie opowiadania powstało słuchowisko radiowe z 1978 r. pt. Przygoda w Hampshire
Ekranizacje:
- 1965 – w serialu BBC (Holmes - Douglas Wilmer)[2]
- 1985 – w serialu Granada TV (Holmes - Jeremy Brett)[3]